# Szent-Iványi István (jezsuita szerzetes)
Szentiváni Szent-Iványi István (Szentiván, Liptó vármegye, 1725. július 9. – 1773 után) bölcseleti és teológiai doktor, Jézus-társasági áldozópap és tanár.

## Életútja
Szent-Iványi Mihály és Okolicsányi Klára fia. 1741. október 19-én lépett a rendbe; tanította az ékesszólástant Kassán, a görög nyelvet Nagyszombatban, a bölcseletet Győrött, egyházi szónoklatot Nagyszombatban és az egyházjogot Kassán; 1772-73-ban Liptószentmiklóson házfőnök volt. A rend eltöröltetése után meghalt.

## Munkája
- Carmen heroicum honoribus L. B. Comitis Illésházy, dum in supremum comitem Liptoviensem inauguraretur. Cassoviae, 1761